# Wylye (wieś)
Wylye – wieś w Anglii, w hrabstwie Wiltshire, położona nad rzeką Wylye. Leży 15 km na północny zachód od miasta Salisbury i 136 km na zachód od Londynu.